# Giải Nevanlinna

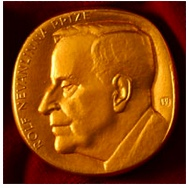
Médaille Nevanlinna

Giải Nevanlinna là một giải thưởng của Hội liên hiệp Toán học quốc tế, được trao mỗi 4 năm cho các đóng góp nổi bật trong các khía cạnh thuộc bộ môn toán học của khoa Tin học.
Giải được Ban chấp hành của Hội liên hiệp Toán học quốc tế thành lập năm 1981, để vinh danh nhà toán học Phần Lan Rolf Nevanlinna, người đã qua đời một năm trước đó.
Giải gồm một huy chương vàng và một khoản tiền mặt. Huy chương mang hình nhìn nghiêng của Rolf Nevanlinna, với hàng chữ "Giải Rolf Nevanlinna", và các chữ rất nhỏ "RH 83" ở mặt phải. RH là chữ viết tắt của Raimo Heino, người thiết kế huy chương, 83 là năm đúc huy chương đầu tiên. Trên mặt trái có 2 hình liên quan tới Đại học Helsinki, cơ quan bảo trợ giải. Vành mép huy chương mang tên người đoạt giải.
Cũng giống như Huy chương Fields, giải này nhắm vào các nhà toán học trẻ, và chỉ những nhà khoa học trẻ dưới 40 tuổi tính đến ngày 1 tháng Giêng của năm trao giải mới được lãnh giải.

## Các người đoạt giải
| Năm  | Tên                     | Quốc tịch     |
| ---- | ----------------------- | ------------- |
| 1982 | Robert Tarjan           | Hoa Kỳ        |
| 1986 | Leslie Valiant          | Anh Quốc      |
| 1990 | Alexander Razborov      | Nga           |
| 1994 | Avi Wigderson           | Israel        |
| 1998 | Peter Shor              | Hoa Kỳ        |
| 2002 | Madhu Sudan             | Ấn Độ/ Hoa Kỳ |
| 2006 | Jon Kleinberg           | Hoa Kỳ        |
| 2010 | Daniel Spielman         | Hoa Kỳ        |
| 2014 | Subhash Khot            | Ấn Độ         |
| 2018 | Constantinos Daskalakis | Hy Lạp        |